# جاد گرگ
جاد گرگ (به انگلیسی: Judd Alan Gregg) سیاست‌مدار جمهوریخواه و سناتور کنونی از ایالت نیوهمپشر است.
او توسط باراک اوباما نامزد مقام وزیر بازرگانی آمریکا در سال ۲۰۰۸ گردید. او پس از انصراف بیل ریچاردسون برای این مقام انتخاب شد. اما او نیز پس از مدت کوتاهی استعفا داد، و از مخالفان او گردید.
جاد گرگ دانش آموختهٔ دانشگاه کلمبیا و دانشگاه بوستون با دکترای حقوق است.